# Kenesei István (nyelvész)
 Kenesei István  (Budapest, 1947. március 29. –) magyar nyelvész, professor emeritus, az MTA rendes tagja. 2002 és 2017 között az MTA Nyelvtudományi Intézetének igazgatója volt.
A Chomsky-féle transzformációs-generatív mondattan hazai és nemzetközi szinten is kiemelkedő művelője, Noam Chomsky nyelvelméletének egyik első magyarországi meghonosítója. A magyar nyelv számos szerkezetének transzformációs-generatív keretben történő leírása fűződik a nevéhez.Szakterülete a nyelvelmélet, mondattan, morfológia, szemantika és prozódiai fonológia. Kutatási területe a fókuszos kifejezések szintaxisa különféle nyelvi típusokban; a lexikális vonzatszerkezet; a szintaxis és a morfológia összefüggései a magyar nyelvben.

## Életpályája
1965–1970 között a budapesti Eötvös Loránd Tudományegyetemen tanult. Tanulmányait eredetileg angol nyelv és irodalom – magyar nyelv és irodalom szakon kezdte, majd a 3. évtől a magyar szak helyett az akkor még matematikai nyelvészet szaknak nevezett szakon tanult tovább.  Angol nyelv és irodalom – általános és alkalmazott nyelvészet szakos középiskolai tanári diplomáját 1970-ben szerezte meg.  Az ELTÉ-n és később is Kiefer Ferenc, Szépe György és Telegdi Zsigmond tanítványa volt, máig az ő tanítványuknak tartja magát.Az egyetem elvégzése után, 1971-ben a Szegedi Tudományegyetem Angol Nyelvi- és Irodalmi Tanszékére került. Nyelvtudományi oktató- és kutató munkát végzett. Egyetemi doktori értekezését 1974-ben, kandidátusi disszertációját 1980 januárjában védte meg, 1982-ben egyetemi docensi kinevezést kapott. A Magyar Tudományos Akadémia MTA) nyelvtudomány doktora címet 1992-ben szerezte meg, majd 1994-ben habilitált.  
1985–86-ban tanszékvezető, 1988–1992 között a modern filológiai tanszékcsoport vezetője volt. 1993-ban nevezték ki egyetemi tanárnak, 1997–2000 között a JATE tudományos és pályázati rektorhelyetteseként működött. 1993-tól az akkor indult szegedi négy nyelvészeti program közül az „Elméleti nyelvészet” doktori (fő)program vezetője lett, majd 2000 óta az új törvény miatt az egyesített nyelvészet programokat összefogó „Nyelvtudományi Doktori Iskola”, azaz a nyelvészeti PhD program törzstagja és vezetője. PhD hallgatói közül hat fő szerzett kandidátusi vagy PhD fokozatot. 1997-ben Szegeden elindította a magyarországi nyelvész-utánpótlás legjelentősebb fórumát, a LingDok Nyelvészeti Doktoranduszok Országos Konferenciáját, és az ahhoz kapcsolódó LingDok kötetek alapító sorozatszerkesztője volt. 2017-ben tanítványai a hetvenedik születésnapja alkalmából tanulmánykötettel lepték meg. 2018-ban egy másik tanulmánykötet is megjelent a hetvenedik születésnapja alkalmából, Boundaries Crossed, at the Interfaces of Morphosyntax, Phonology, Pragmatics and Semantics címmel.
Szegedi egyetemi oktatói munkája mellett 2002-től 2017-ig az MTA Nyelvtudományi Intézetének tudományos tanácsadója és igazgatója volt.  Az 1990-es években nagy átszervezések folytak a szegedi Angol-Amerikai Intézetben a nyelvi képzés, a kutatási bázis, s az ehhez szükséges infrastruktúra fejlesztése terén, amely program fő menedzserei Kenesei mellett Rozsnyai Bálint és Szőnyi György Endre voltak. Kenesei István részt vett az Európai Nyelvek Tipológiája című nemzetközi projektben, amelyet anyagilag a European Science Foundation támogatott. Hazai vonatkozásban az MTA Nyelvtudományi Intézetével való együttműködés hozott eredményeket a mondattani és a szociolingvisztikai kutatások terén, a kutatásokat az OTKA pályázatokból finanszírozták. Több egyetemen volt vendégtanár (University of Delaware, USA; velencei Università Ca' Foscari Venezia egyetem, Olaszország; Utrechti Egyetem, Hollandia).
Munkásságának egyik központi vonulata a magyar nyelvészet eredményeinek megismertetése külföldön. Ezért indította 1985-ben az Approaches to Hungarian (AtoH) sorozatot, amely a szintén általa kezdeményezett International Conference on the Structure of Hungarian (ICSH) publikációs fóruma lett. Ugyanezzel a céllal épített ki és működtetett számos nemzetközi kapcsolatot a Nyelvtudományi Intézettel. 2013-ban választották az Academia Europaea (Európai Tudományos Akadémia) tagjává. 2016-ban az MTA levelező tagja, 2022-ben pedig rendes tagja lett. 
Kenesei István 178 tudományos publikációját angol, francia magyar nyelven adta közre. Mind tudományos munkássága, mind oktatói és tudományszervezői, mind közéleti tevékenysége kiemelkedő. Publikációiban mindig arra törekedett, hogy olyan eredményeket mutasson fel, amelyek a nemzetközi nyelvtudományban a magyar nyelvet érdekessé, „hivatkozhatóvá” teszik. Komoly érdemei vannak a Nyelvtudományi Intézet (mai nevén HUNREN Nyelvtudományi Kutatóközpont) önállóságának megőrzésében: a vezetése alatt a Nyelvtudományi Intézet volt az egyedüli a társadalomtudományi intézetek közül, amely a 2012-es MTA alatti intézet-összevonásokból, majd a 2014-es Humán Kutatóházba való átköltöztetésből is kimaradt. 
2007 óta rendszeresen publikál cikkeket az Élet és Irodalom hetilapban a magyarországi felsőoktatás és kutatás helyzetéről. 

## Szervezeti tagságok
Elnöke volt
- a Magyar Ösztöndíj Bizottság Bölcsészettudományi Szakkollégiumának
- a Nemzeti Kutatási Infrastruktúra Fejlesztési Projekt Humán és Társadalomtudományi Munkacsoportjának

Tagja volt többek között  
- az MTA I. Nyelv- és Irodalomtudományi Szakbizottságának
- az MTA Kutatási Infrastruktúra Elnöki Bizottságának
- az Európai Kutatási Tanácsnak (bírálóként)
- az European Strategy Forum on Research Infrastructures-nek
- az Akadémiai Kutatóhelyek Vezetői Tanácsának
- a Nemzeti Kutatási Infrastruktúra Fejlesztési Projekt Irányító Testületének
- a Szegedi Tudományegyetem Doktori Tanácsának
- a Szegedi Tudományegyetem Tudományos Tanácsának

Jelenleg is tagja többek között
- Az Academia Europaea-nak
- az MTA Közgyűlésének
- az MTA Nyelvtudományi Bizottságának
- az MTA Elméleti Nyelvészeti Munkabizottságának
- MTA Szegedi Területi Bizottságának
- MTA Kommunikáció- és Médiatudományi Osztályközi Állandó Bizottságának
- a European Federation of National Institutions for Language-nek (EFNIL)
- a European Science Foundation Pool of Reviewersnek
- a Comité International Permanent des Linguistes-nek (a Nominating Committee elnöke)

## Szerkesztői tevékenység
Alapító és főszerkesztője volt a LingDok: Nyelvészeti Doktoranduszok Dolgozatai kiadványsorozatnak (JATE, Press, Szeged), és főszerkesztője volt az Általános Nyelvészeti Tanulmányok periodikumnak (Akadémiai Kadó, Budapest). 
Alapítója volt az Approaches to Hungarian kiadványsorozatnak (JATEPress, Szeged, majd Akadémiai Kiadó, Budapest, végül John Benjamins, Amsterdam), továbbá tagja a Pragmatic Interfaces (Equinox, London) szerkesztőbizottságának. 
Társszerkesztője a Comprehensive Grammar Resources sorozatnak (Amsterdam University Press), továbbá főszerkesztője a Comprehensive Grammar Resources: Syntax of Hungarian sorozatnak (Amsterdam University Press).

## Kenesei István válogatott publikációinak listája[7]

### Könyvek, könyvfejezetek, szerkesztés
- A nyelv és a nyelvek, Gondolat, Bp., 1984, 284 o. (szerző és szerk.; 2., bővített kiadás: Gondolat Kiadó, 1989.; 3., javított kiadás: Akadémiai Kiadó, 1995; 4. kiadás: Corvina Kiadó, 2000.; 5., javított és bővített kiadás: Akadémiai Kiadó, Bp., 2004. Interneten: www.nytud.hu/nyelvesnyelvek)
- Hungarian: Descriptive Grammars Series, Routledge, London, 1998, 472 o. (pp. 1–190, 351-381, 454-467; társszerzők: Robert Vago [3. fejezet] és Fenyvesi Anna [2.1. fejezet]).
- Crossing Boundaries: Advances in the Theory of Central and Eastern European Languages, John Benjamins, Amsterdam, 1999, 301 o. (szerk.).
- Igei vonzatszerkezetek a magyarban, Osiris, Budapest, 2000, 380 o. (szerk., szerző)
- Perspectives on Semantics, Pragmatics and Discourse: A Festschrift for Ferenc Kiefer, John Benjamins, Amsterdam, 2001, 384 o. (társszerkesztő: R.M. Harnish).
- Argument structure in Hungarian, Akadémiai Kiadó, Bp., 2001, 247pp (szerk., szerző).
- A nyelvtudomány a társtudományok tükrében. Magyar Tudomány 167/4, 2006, 386–431. o.(vendégszerkesztő).
- A nyelv és a nyelvek (szerző és szerk.;. 6., javított, bővített kiadás), Akadémiai Kiadó, Bp., 2011, 425 o.
- Hungarian: Descriptive Grammars Series, Routledge, London, 2010, 472 o. (2., paperback kiadás; társszerzők: Robert Vago [3. fejezet] és Fenyvesi Anna [2.1. fejezet]), ISBN 978-0-415-60009-5

### Sorozatszerkesztéseiből
- LingDok: Nyelvészeti doktoranduszok dolgozatai JATEPress, Szeged, 2000, 177 o.
- Approaches to Hungarian Korábban: JATEPress, Szeged, illetve Akadémiai Kiadó, Bp., jelenleg a 11. kötettől: John Benjamins. Amsterdam.
- Broekhuis H, Corver N, Vos R

Riemsdijk H, Kenesei I (ser. erds.) (szerk.)
Syntax of Dutch Vol. 5. Verbs and Verb Phrases Vol. 1. 595 o. Amsterdam University Press ISBN 9789089647306,
Syntax of Dutch Vol. 6. Verbs and Verb Phrases Vol. 2. 650 o. Amsterdam University Press ISBN 9789089647313 (2015)
- Comprehensive Grammar Resources: Syntax of Hungarian (sorozatszerk.) Alberti G., Laczkó T. (szerk.) Nouns and Noun Phrases. Vol. 1-2. Amsterdam University Press, 2018.

- É. Kiss K., Hegedűs V. (szerk.) Postpositions and Postpositional Phrases. Amsterdam University Press, 2021.
- Bánréti Z. (szerk.) Coordination and Ellipsis. Amsterdam University Press, 2022.

### Cikkek, tanulmányok
- Egyes névmások generálásáról, Nyelvtudományi Közlemények 75 (1973), 125-153.

- The reincarnation of raising, in F. Kiefer (ed.), Hungarian Linguistics, John Benjamins, Amsterdam, 1982, 269–292.

- Word order in Hungarian complex sentences, Linguistic Inquiry 15 (1984), 328–342.

- On what really figures in a non‑configurational language, Groninger Arbeiten zur germanistischen Linguistik 24 (1984), 28–54.

- On the logic of word order in Hungarian, in W. Abraham and S. de Mey (eds.), Topic, Focus and Configurationality, J. Benjamins, Amsterdam, 1986, 143‑159.

- On the role of the agreement morpheme in Hungarian, Acta Linguistica Hungarica 36 (1986), 109–120.

- The interface between phonology and other components of grammar, Phonology 4 (1987), 243–263. (társszerző: Irene Vogel)

- Prosodic phonology in Hungarian, Acta Linguistica Hungarica 39. (1989), 149–193 (társszerző: Irene Vogel)

- On pronominal binding in Hungarian, in L.K. Marácz and P. Muysken (eds.), Configurationality: The typology of asymmetries, Foris, Dordrecht, 1989, 223-236.

- Syntax and semantics in phonology, in D. Zec & Sh. Inkelas (ed.), The Phonology‑Syntax Connection, University of Chicago Press, Chicago, 1990, 339–363. (társszerző: Irene Vogel)

- Subordinate clauses, in F. Kiefer and K.É. Kiss (eds.), The Syntactic Structure of Hungarian, Academic Press, San Diego, 1994, 275–354.

- On bracketing paradoxes in Hungarian, Acta Linguistica Hungarica 43 (1995/96), 153-173.

- Adjuncts and arguments in VP-focus in Hungarian, Acta Linguistica Hungarica 45 (1998), 61-88.

- A szintagma alapú képzésekről, Nyelvtudományi Közlemények 95 (1996-97), 101-118. (1994, megjelent: 1999-ben)

- Szavak, szófajok, toldalékok, in Kiefer Ferenc (szerk), Strukturális magyar nyelvtan 3: Morfológia, Akadémiai Kiadó, Bp., 2000, 75–136.

- Van-e segédige a magyarban? Esettanulmány a grammatikai kategória és vonzat fogalmáról, in Kenesei István (szerk.), Igei vonzatszerkezet a magyarban, Osiris Kiadó, Bp., 2000, 157-196.

- A filozófia a nyelvészetben, avagy hová tűnt a nyelvfilozófia? in Farkas Katalin és Orthmayr Imre (szerk.), Bölcselet és analízis, Eötvös Kiadó, Bp., 2003, 100–117.

- Jogi szemantika: problémafelvetés és kutatási program, Világosság 44 (2003), 63-70.

- Nonfinite clauses in derived nominals, in Christopher Piñón and Péter Siptár (eds.), Approaches to Hungarian, Vol. 9, Akadémiai Kiadó, Budapest, 2005, 161–186.

- Funkcionális kategóriák, in Kiefer Ferenc (szerk.), Strukturális magyar nyelvtan 4. A szótár szerkezete, Akadémiai Kiadó, Bp., 2008, 601–637.

- Why indefinite pronouns are different, in Hans Broekhuis, Norbert Corver, Riny Huybregts, Ursula Kleinhenz and Jan Koster (eds.), Organizing grammar: Linguistic studies for Henk van Riemsdijk, Mouton de Gruyter, Berlin – New York, 2005, 310-318.

- Focus as identification, in Valéria Molnár and Susanne Winkler (eds.), The architecture of focus, Mouton de Gruyter, Berlin – New York, 2006, 137–168.

- Szófajok, in Kiefer F. (szerk.), Magyar nyelv, Akadémiai Kiadó, Bp., 2006, 80–109.

- Semiwords and affixoids: The territory between word and affix, Acta Linguistica Hungarica 54 (2007), 263–293.

- Quantifiers, negation, and focus on the left periphery in Hungarian, Lingua 119 (2009), 564-591.

- Negation in syntactic dialects in Hungarian, in Johan Brandtler, David Håkansson, Stefan Huber and Eva Klingvall (eds.), Discourse & Grammar. A Festschrift in Honor of Valéria Molnár, Centre for Languages and Literature, Lund University, 2012, 373–386.

- A kreativitás mint a nyelvészet kognitív fordulatának kulcseleme, Általános Nyelvészeti Tanulmányok 25, 2013 (szerk.: Pléh Csaba), 17–46.

- On a multifunctional derivational affix: Its use in relational adjectives or nominal modification, and phrasal affixation in Hungarian, Word Structure 7:2 (2014), 214-239.

- A főnévi módosító és az –i módosító: két új kategória bemutatása, Nyelvtudományi Közlemények 111 (2015), 65-85.

- A szófaj fogalmáról és meghatározásáról, in Kas Bence (szerk.), „Szavad ne feledd!”: Tanulmányok Bánréti Zoltán tiszteletére, MTA Nyelvtudományi Intézet, Budapest, 2016, 81-92.

- Passive potential affixation: syntax or lexicon? Acta Linguistica Hungarica / Acta Linguistica Academica 64 (2017), 45-77. (társszerző: Lipták Anikó)

- Nyelv, biológia, szabadság: A 90 éves Chomsky jelentősége a tudományban és azon túl, in: Kenesei István (szerk.), Nyelv, biológia, szabadság, Gondolat Kiadó, Budapest, 2019, 7-25.

- On an unrecognised nonfinite construction in Hungarian, in Gyuris Beáta, Mády Katalin és Recski Gábor (eds.) K + K = 120, Research Institute for Linguistics, Hungarian Academy of Sciences, Bp., 2019, 281-292.

- Life without word classes: On a new approach to categorization, in András Bárány, Theresa Biberauer, Jamie Douglas, and Sten Vikner (eds.) Syntactic architecture and its consequences II., Language Science Press, Berlin, 2020, 67-80.

- Szintaktikai dialektusok statisztikai elemzése felé: Egy új alárendelő szerkezet elfogadottságának felmérése, Általános Nyelvészeti Tanulmányok 33 (2021) (szerk. Hegedűs Veronika), 207-226. (társszerző: Szeteli Anna)

- Hungarian, in Marianne Bakró-Nagy, Johanna Laakso, and Elena, Skribnik (eds.) The Oxford Guide to the Uralic Languages, Oxford University Press, 2022, 636-658. (társszerző: Szécsényi Krisztina)

- Surprise: Nonfinite Clause with Finite Complementizer, in Judit Gervain, Gergely Csibra, and Kristóf Kovács (eds.) A Life in Cognition, Springer, Cham, 2022, 93-107.

- 1984 – A magyar nyelvészetben, in Lipp Veronika, Ligeti-Nagy Noémi, Simon László (szerk.), Prószéky Gábor 70: PG70 – ünnepi kötet, HUN-REN Nyelvtudományi Kutatóközpont, Budapest, 2024, 52-60.

## Díjai, ösztöndíjai, elismerései
- Delaware Egyetem vendégtanára (1987–1988)
- Fulbright-program (1992–1993)
- A velencei Università Ca' Foscari Venezia vendégtanára (1995)
- Széchenyi Professzori Ösztöndíj (1997–2001)
- Vendégkutató. Clare College, Cambridge, (Egyesült Királyság), 1998 (július-augusztus)
- Országh László-díj (2002)
- Fellow, Collegium Budapest (2003–2004)
- Magyar Köztársasági Érdemrend lovagkeresztje (2007)